# 1. Fußballclub Bocholt 1900
Il 1. Fußballclub Bocholt 1900 è una società sportiva di Bocholt nella Renania Settentrionale-Vestfalia. 

## Storia
Il club fu fondato il 21 agosto 1900 con il nome di "Bocholter Fußballclub 1900". Nel 1937 il club si è fuso con il "Ballspielverein 1909 Bocholt" dando vita al "Ballspielverein 1900 Bocholt". La squadra raggiunse la Bezirksklasse, campionato di terza divisione, nel 1940. Nel 1946 cambiò denominazione in "1. Fußballclub Bocholt 1900".
Disputò due campionati di 2. Bundesliga, nel 1977-78 e nel 1980-81. In Coppa di Germania raggiunse i quarti di finali nel 1983-84 perdendo 1-2 contro il Bayern Monaco.

## Stadio
Il Bocholt gioca le proprie partite alla Gigaset Arena che ha una capienza di 2.776 posti (di cui 370 a sedere). L'impianto venne inaugurato nel 1948 con una capienza di 18.000 posti. Nel 1980, in occasione della promozione in 2. Bundesliga, venne costruita la tribuna coperta che offriva 2.230 posti a sedere e 3.120 posti in piedi. Nel luglio 2012 la tribuna venne demolita.

## Statistiche e record
| Livello | Categoria     | Partecipazioni | Debutto   | Ultima stagione | Totale |
| ------- | ------------- | -------------- | --------- | --------------- | ------ |
| 1º      | -             | 0              |           |                 | 0      |
| 2º      | 2. Bundesliga | 2              | 1977-1978 | 1980-1981       | 2      |
| 3º      | Landesliga    | 4              | 1950-1951 | 1953-1954       | 28     |
| 3º      | Verbandsliga  | 6              | 1959-1960 | 1976-1977       | 28     |
| 3º      | Oberliga      | 15             | 1978-1979 | 1993-1994       | 28     |
| 3º      | Regionalliga  | 3              | 1994-1995 | 1996-1997       | 28     |
| 4º      | Bezirksklasse | 3              | 1949-1950 | 1955-1956       | 28     |
| 4º      | Landesliga    | 14             | 1957-1958 | 1973-1974       | 28     |
| 4º      | Oberliga      | 10             | 1997-1998 | 2006-2007       | 28     |
| 4º      | Regionalliga  | 1              | 2022-2023 | 2022-2023       | 28     |